# 이정우 (법조인)
이정우(李正雨, 1931년 4월 16일~2024년 1월 29일)는 1981년 4월 17일부터 대법관을 역임한 법조인이다.
1931년 경상남도 진주시에서 태어나 고려대학교 법학과를 졸업하고 제6회 고등고시를 합격하여 판사에 임용되어 부산지방법원 부장판사, 서울형사지방법원장 등을 역임했다. 전두환 대통령에 의해 1986년 4월 17일부터 임기 5년의 대법원 판사에 임명되어 헌법 개정이후 대법관으로 계속 재직하다가 노태우 대통령에 의해 제41대 법무부 장관에 임명되어 1992년 10월 9일부터 1993년 2월 25일까지
재직하였다. 법관 출신으로 최초의 법무부 장관으로 기용된 것에 대해 대법원 관계자는 "중립이라는 측면에서 검찰 출신보다 나은 것 아니냐"며 검찰과는 반대로 환영했다.